# Campeonato Sudafricano de Fórmula 1
El campeonato Sudafricano de Fórmula 1, fue un campeonato automovilístico de Fórmula 1 celebrado en Sudáfrica entre 1960 y 1975, incluyendo carreras en Rodesia y Mozambique portugués.
Los coches líderes en la serie se retiraron recientemente del campeonato mundial, aunque también hubo una buena selección de máquinas modificadas o construidas localmente, y desde finales de los años 1960, la Fórmula 5000 se agregó a las grillas con los autos de Fórmula 2 que se unieron en 1973. Los pilotos líderes de la serie generalmente disputaban su Gran Premio del Campeonato Mundial local, así como eventos europeos ocasionales, aunque tenían poco éxito en ese nivel.
1967 también vio un resultado notable del piloto de Rhodesia John Love con un Cooper-Climax de cuatro cilindros y 2,7 litros. Aunque a Love se lo consideraba uno de los mejores pilotos del sur de África, no era una estrella importante. Lideró y terminó segundo en el Gran Premio de Sudáfrica de ese año. El Cooper de Love se diseñó originalmente para las carreras cortas de la Tasman Series, y para correr un Gran Premio completo, agregó dos tanques de combustible auxiliares. Desafortunadamente, la falla de la bomba de combustible de los tanques auxiliares lo obligó a repostar después de haber liderado la mayor parte de la carrera.
Love y Dave Charlton ganaron el Campeonato Sudafricano de Fórmula 1 durante seis temporadas consecutivas, Love de 1964 a 1969 y Charlton de 1970 a 1975. En 1975, Ian Scheckter compitió con el Tyrrell 007 que había hecho campaña su hermano Jody en el campeonato mundial del año anterior y ganó cinco de las carreras de la temporada, incluidas cuatro seguidas. Sin embargo, solo obtuvo otro resultado en los puntos, el quinto lugar en el False Bay 100 el 5 de julio, lo que le dio un total de 47 puntos en la temporada. Charlton demostró ser más consistente con tres victorias y cinco segundos puestos para darle un total de 57 puntos. Al ganar el Natal Spring Trophy en el circuito Roy Hesketh el 1 de septiembre, Charlton se unió a Rhodesian John Love como seis veces ganador del Campeonato Nacional de Pilotos de Sudáfrica. Charlton terminó el Campeonato de Fórmula 1 de Sudáfrica al ganar la última carrera de la temporada, el Trofeo Rand Spring en Kyalami el 4 de octubre después de que el más rápido Scheckter se retirara por un problema en el eje de transmisión.
Principalmente debido al costo y la disminución de las grillas, el campeonato de Fórmula 1 fue reemplazado al final de la temporada 1975 por la Formula Atlantic. Los sudafricanos habían tratado de generar interés llenando el campo con autos de Fórmula 2 y Fórmula 5000, pero la audiencia estaba en constante declive, no ayudada por un sistema de puntos un tanto bizantino. 1976 vería el comienzo del dominio del Campeonato Nacional de Sudáfrica por parte de Ian Scheckter. De hecho, si no hubiera sido por la exuberancia juvenil, Scheckter podría haber ganado el título de 1975. Ganó más carreras que Charlton, pero él fue más consistente. Scheckter ganó los primeros cuatro campeonatos seguidos para Lexington Racing antes de que United Tobacco Company retirara sus equipos (Lexington, Gunston y Texan). Con Gunston regresando en 1983, Scheckter regresó al campeonato y ganó otros dos campeonatos para unirse a Love y Charlton como seis veces ganador.

## Campeones
| Año  | Piloto            | Chasis                               | Victorias | Podios | Puntos | Margen |
| ---- | ----------------- | ------------------------------------ | --------- | ------ | ------ | ------ |
| 1960 | Syd van der Vyver | Cooper T43-Alfa Romeo                |           |        |        |        |
| 1961 | Syd van der Vyver | Lotus 18-Alfa Romeo                  |           |        |        |        |
| 1962 | Ernest Pieterse   | Heron-Alfa Romeo Lotus 21-Climax     |           |        |        |        |
| 1963 | Neville Lederle   | Lotus 21-Climax                      |           |        |        |        |
| 1964 | John Love         | Cooper T55-Climax                    |           |        |        |        |
| 1965 | John Love         | Cooper T55-Climax Cooper T79-Climax  |           |        |        |        |
| 1966 | John Love         | Cooper T79-Climax                    | 7         | 8      | 69     | 13     |
| 1967 | John Love         | Cooper T79-Climax Brabham BT20-Repco | 8         | 10     | 82     | 30     |
| 1968 | John Love         | Brabham BT20-Repco Lotus 49-Ford     | 6         | 6      | 54     | 14     |
| 1969 | John Love         | Lotus 49-Ford                        | 4         | 5      | 43     | 1      |
| 1970 | Dave Charlton     | Lotus 49-Ford                        | 7         | 8      | 69     | 32     |
| 1971 | Dave Charlton     | Lotus 49-Ford Lotus 72-Ford          | 7         | 8      | 72     | 24     |
| 1972 | Dave Charlton     | Lotus 72-Ford                        | 9         | 9      | 81     | 39     |
| 1973 | Dave Charlton     | Lotus 72-Ford                        | 10        | 10     | 93     | 40     |
| 1974 | Dave Charlton     | McLaren M23-Ford                     | 6         | 10     | 76     | 11     |
| 1975 | Dave Charlton     | McLaren M23-Ford                     | 3         | 5      | 57     | 10     |
| 1976 | Ian Scheckter     | Lexington March 76B-Ford             | 6         |        |        |        |
| 1977 | Ian Scheckter     | Lexington March 77B-Ford             | 6         |        |        |        |
| 1978 | Ian Scheckter     | Lexington March 78B-Ford             | 4         |        |        |        |
| 1979 | Ian Scheckter     | Lexington March 79B-Ford             | 7         |        |        |        |
| 1980 | Tony Martin       | BP Chevron B31-Mazda                 | 12        |        |        |        |
| 1981 | Bernard Tilanus   | DAW March 78B-Mazda                  | 5         |        |        |        |
| 1982 | Graham Duxbury    | Hekro-Propart March 822-Mazda        | 6         |        |        |        |
| 1983 | Ian Scheckter     | Gunston March 832-Mazda              | 13        |        |        |        |
| 1984 | Ian Scheckter     | Gunston March 842-Mazda              | 11        |        |        |        |
| 1985 | Trevor van Rooyen | DAW Maurer MM83-Mazda                | 11        |        |        |        |
| 1986 | Wayne Taylor      | Ralt RT4-Mazda                       | 5         |        |        |        |